# Karen Canfell
Karen Canfell is een Australische hoogleraar en onderzoeker op het gebied van kankerbestrijding en epidemiologie. Canfell is daarnaast ook de eerste directrice van het Daffodil Centre, een samenwerkingsverband tussen de Universiteit van Sydney en het Cancer Council NSW.

## Carrière
In 2004 promoveerde Canfell aan de Universiteit van Oxford op een onderzoek naar aan HPV gerelateerde ziekten van de baarmoederhals. Hiermee behaalde ze haar PhD-titel. Na haar promotie zette ze haar onderzoek voort bij de Cancer Council NSW en werd zij hoogleraar aan de faculteit Geneeskunde van de Universiteit van Sydney. Daarnaast leidt zij het samenwerkingsverband tussen deze twee instanties, het Daffodil Centre. Haar onderzoek in deze rollen is een belangrijke factor in de overgang van een uitstrijkje naar HPV-DNA-tests binnen het Australische bevolkingsonderzoek. De Wereldgezondheidsorganisatie schat in dat deze overgang tezamen met vaccinatie van meisjes in de komende 100 jaar wereldwijd 62 miljoen door baarmoederhalskanker veroorzaakte sterfgevallen kan voorkomen.
Sinds 2020 heeft Canfell ook onderzoek gedaan naar (preventie van) andere vormen van kanker, waaronder longkanker en darmkanker. Naast haar invloed in Australië heeft Canfell ook internationale contacten. Zo was ze lid van de International Papillomavirus Society en is ze onderdeel van het bestuur van de Asia-Oceania Research Organisation in Genital Infection Ook richt haar werk zich deels op kankerpreventie in lage-inkomenslanden.

## Onderscheidingen
In 2015 werd Canfell door de Austrialian Financial Review en de bank Westpac genoemd als een van de honderd invloedrijkste vrouwen van Australië. In datzelfde jaar ontving ze van het National Health and Medical Research Council, onderdeel van de Australische overheid, een National Research Excellence Award. In 2021 ontving zij een Jeanne Ferris Cancer Australia Recognition Award. Deze erkenning wordt specifiek toegekend aan onderzoekers die zich richten op gynaecologische kankers.
- International Standard Name Identifier: 0000 0001 3518 7125
- ORCID: 0000-0002-6443-6618